# Lucenay-lès-Aix
Lucenay-lès-Aix är en kommun i departementet Nièvre i regionen Bourgogne-Franche-Comté i de centrala delarna av Frankrike. Kommunen ligger i kantonen Dornes som tillhör arrondissementet Nevers. År 2022 hade Lucenay-lès-Aix 951 invånare.

## Befolkningsutveckling
Antalet invånare i kommunen Lucenay-lès-Aix
| Referens: INSEE |